# Lidzbark Warmiński (Landgemeinde)
Die Gmina wiejska Lidzbark Warmiński ist eine Landgemeinde im Powiat Lidzbarski in der polnischen Woiwodschaft Ermland-Masuren. Sie zählt 6729 Einwohner (31. Dezember 2020) und hat eine Fläche von 371 km², die zu 28 % von Wald und zu 56 % von landwirtschaftlicher Fläche eingenommen wird. Verwaltungssitz der Gmina ist die Stadt Lidzbark Warmiński (deutsch: Heilsberg), die ihr aber als eigenständige Stadtgemeinde nicht angehört.

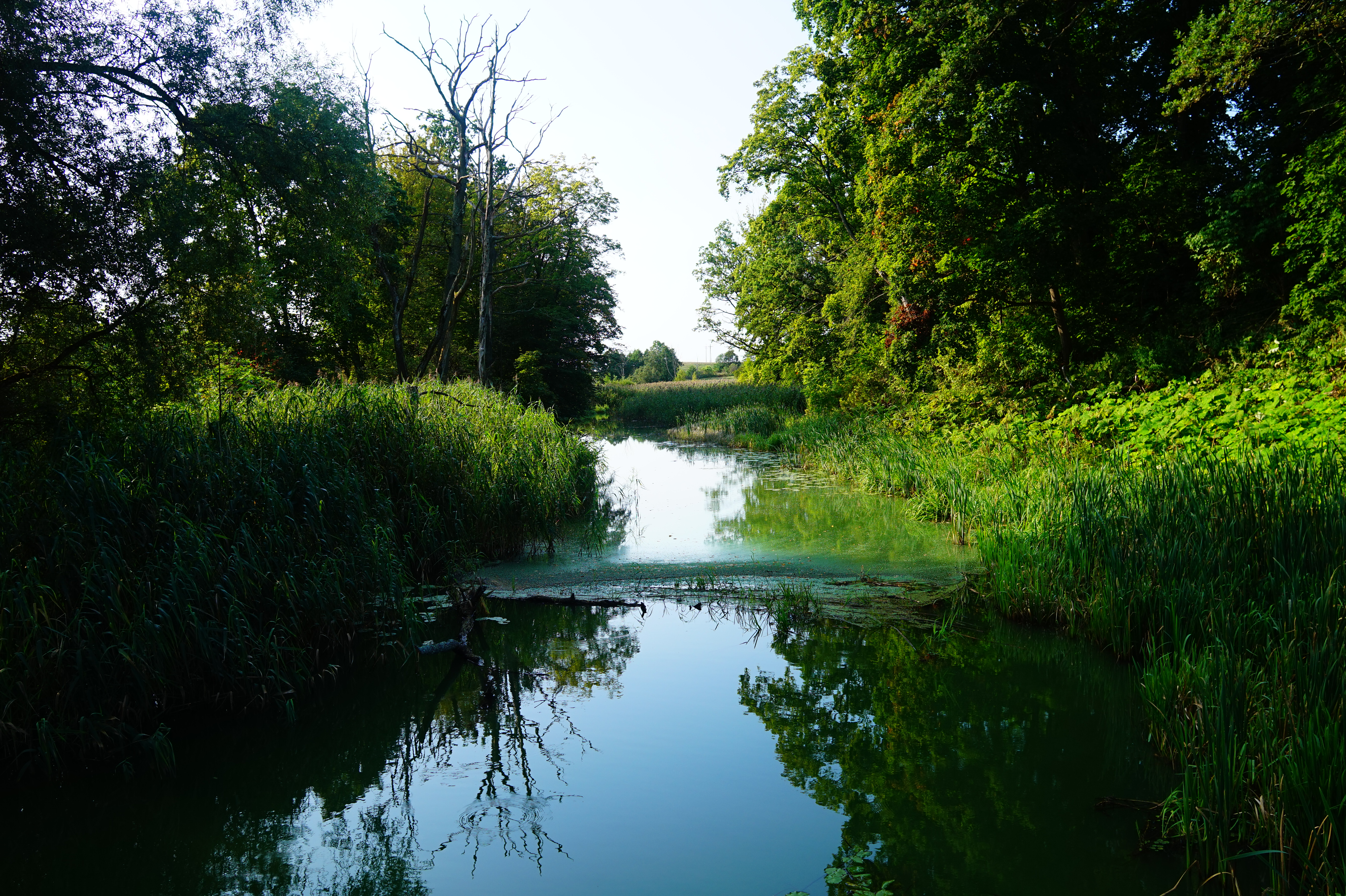
Das Flüsschen Symsarna (Simser) durzieht den Südwesten der Gmina Lidzbark Warmiński

## Gemeindegliederung
Die Landgemeinde umfasst folgende 37 Ortschaften (Schulzenämter):
- Babiak (Frauendorf)
- Blanki (Blankensee)
- Bobrownik (Bewernick)
- Bugi (Bogen)
- Drwęca (Drewenz)
- Grabniak (Buchwald)
- Ignalin (Reimerswalde)
- Jagoty (Jegothen)
- Jarandowo (Süssenberg/Süßenberg)
- Kaszuny (Kaschaunen)
- Kierz (Kerschen)
- Kłębowo (Wernegitten)
- Knipy (Knipstein)
- Kochanówka (Stolzhagen)
- Koniewo (Konnegen)
- Kotowo (Katzen)
- Kraszewo (Reichenberg)
- Łabno (Schwansberg)
- Lauda (Lawden)
- Markajmy (Markeim)
- Medyny (Medien)
- Miejska Wola (Bürgerwalde)
- Miłogórze (Liewenberg)
- Morawa (Maraunen)
- Nowa Wieś Wielka (Neuendorf bei Heilsberg)
- Nowosady (Wosseden)
- Pilnik (Neuhof)
- Pomorowo (Pomehren)
- Redy (Retsch)
- Rogóż (Roggenhausen)
- Runowo (Raunau)
- Sarnowo (Rehagen)
- Stryjkowo (Sternberg)
- Suryty (Soritten)
- Świętnik (Heiligenfelde)
- Wielochowo (Großendorf)
- Workiejmy (Workeim)
- Wróblik (Sperlings)
- Zaręby (Sperwatten)
- Żytowo (Settau)

## Partnergemeinden
Die Landgemeinde Lidzbark Warmiński ist verpartnert mit der Gemeinde Rhede (Ems) in Niedersachsen.